# Pertuzumab
Il pertuzumab chiamato anche 2C4, nome commerciale Perjeta, è un anticorpo monoclonale ricombinante umanizzato.
Primo di una classe di agenti chiamati inibitori della dimerizzazione HER.
Legandosi HER2, inibisce la dimerizzazione di questo HER2 con altri recettori HER, ciò si ipotizza possa portare ad un rallentamento della crescita tumorale.
Il pertuzumab è sviluppato dalla Genentech.
Le prime sperimentazioni cliniche di pertuzumab sono state fatte nel carcinoma della prostata, della mammella e nel Carcinoma dell'ovaio; esse hanno determinato un modesto risultato clinico.
In Italia, al luglio 2013, il farmaco è prescrivibile in Fascia Cnn.

### Pertuzumab
- (EN) Christoph C. Zielinski, Drugs for HER2-positive Breast Cancer, Springer, 30 novembre 2010,  pp. 81–, ISBN 978-3-0346-0093-4. URL consultato il 27 marzo 2011.
- (EN) Gail M. Wilkes, Gail M Wilkes, R.N., M.S., Margaret Barton-Burke, Margaret Barton-Burke, R.N., PH.D., Oncology Nursing Drug Handbook 2011, Jones & Bartlett Publishers, 14 dicembre 2010,  pp. 503–, ISBN 978-1-4496-0013-6.
- (EN) Bruce A. Chabner e Dan L. Longo, Cancer Chemotherapy and Biotherapy: Principles and Practice, Lippincott Williams & Wilkins, 8 novembre 2010,  pp. 521–, ISBN 978-1-60547-431-1.
- (EN) Howard L. Kaufman, Molecular targeting in oncology, Humana Press, 2008,  pp. 390–, ISBN 978-1-58829-577-4.